# Муат, Мария Андреевна
Мария Андреевна Муат (род. 10 мая 1951 года, Москва, СССР) — советский и российский режиссёр-мультипликатор. Дочь режиссёра Марии Павловны Муат. Заслуженная артистка Российской Федерации (2014).

## Биография
Родилась 10 мая 1951 года в Москве в семье режиссёров Андрея и Марии Муат.
В 1975 году окончила ГИТИС имени А. Луначарского (мастерская Сергея Образцова). Тем не менее Муат связала свою жизнь не с театром, а с кукольной мультипликации. В 1976 году она поступила на работу на студию «Мульттелефильм» творческого объединения «Экран» в качестве ассистента режиссёра. В 1979 году состоялся её режиссёрский дебют с лентой из серии сказок о дядюшке Ау. Муат увлеклась экранизациями поэтических произведений («Старуха, дверь закрой», «Шалтай Болтай»), участвовала в создании популярного детского мультсериала о животных «КОАПП».
В 1988—2001 годах работала режиссёром киностудии «Союзмультфильм». Перейдя на студию «Союзмультфильм», Мария Муат создала лирическую комедию «Влюбчивая ворона» по сценарию Ирины Марголиной. Результатами творческого и жизненного союза с драматургом Владимиром Головановым стали фильмы «Античная лирика» и «Короли и капуста». Большого успеха Муат добилась с экранизацией египетской сказки «Корона и скипетр», созданной в рамках английского проекта «Сказки народов мира» и удостоенной приза за лучший мультфильм на V Фестивале визуальных искусств «Орлёнок».
В 2001 году перешла на студию «Анимос». Сотрудничала со студией «Анимафильм». Член Российской Академии кинематографических искусств.

## Семья
Муж — Владимир Голованов (1939—2023), драматург и поэт.
Сын — Владимир Муат, заведующий труппой, помощник режиссёра Московского театра «Мастерская П. Фоменко».

## Фильмография
- 1979 — «Дядюшка Ау в городе»
- 1979 — «Охотники за приведением»
- 1980 — «Трус»
- 1982 — «Отчего кошку назвали кошкой»
- 1982 — «Старуха, дверь закрой!»
- 1983 — «Шалтай-болтай»
- 1984 — «Чёрный заяц» (в цикле КОАПП)
- 1984 — «Что услышала медуза» (в цикле КОАПП)
- 1985 — «Разными глазами» (в цикле КОАПП)
- 1986 — «Самая скорая помощь» (в цикле КОАПП)
- 1987 — «Всюду жизнь» (в цикле КОАПП)
- 1987 — «Перепись населения» (в цикле КОАПП)
- 1988 — «Ab Ovo — это значит — от яйца» (в цикле КОАПП) — совместно с Л. Суриковой
- 1988 — «Влюбчивая ворона»
- 1989 — «Античная лирика»
- 1992 — «Двенадцатая ночь» из цикла «Шекспир: Великие комедии и трагедии»
- 1993 — «Прекрасная Маргарет и Черри Флей»
- 1996 — «Короли и капуста»
- 1998 — «Optimus Mundus. Московский трактир»
- 2000 — «Корона и скипетр»
- 2002 — «Желтухин»
- 2003 — «Девочка Люся и дедушка Крылов»
- 2004 — «Про мышонка»
- 2006 — «Снегурочка»
- 2008 — «Он и она»
- 2009 — «Непечальная история»
- 2010 — «Метель»
- 2011 — «Сказка про Ёлочку»

## Награды, звания и призы
- 1979 — «Дядюшка Ау в городе» — приз Московского молодёжного кинофестиваля (1981)[4].
- 1982 — «Старуха, дверь закрой!» — приз Московского молодёжного кинофестиваля (1983)[4].
- 1992 — «Двенадцатая ночь» — Приз за анимацию на фестивале женского кино в Минске (1993)[4].
- 1996 — «Короли и капуста» — Приз II МФАК «Золотая рыбка» Москва, 1996; Приз фестиваля «Литература и кино» в Гатчине[2].
- 2000 — «Корона и скипетр» — Гран-при за лучший мультфильм V Всероссийского фестиваля визуальных искусств в «Орлёнке» (2001)[1][4]; Приз «Серебряный витязь», (2001).
- 2002 — «Желтухин» — Гран-при VI Всероссийского фестиваля визуальных искусств в «Орлёнке» (2002);[5]
  - Главный приз в номинации «Лучший анимационный фильм» 10-го Минского международного кинофестиваля «Листопад»[6].
- 2004 — «Про мышонка» — Приз за лучший фильм для детей X ОРФАК в Суздале (2005)[7].
  - Приз «Лучшая сказка для детей» — Х Московский международный фестиваль детского анимационного кино «Золотая рыбка»[8].
- 2006 — «Снегурочка» — Приз в номинации «Лучший мультипликат» XII ОРФАК в Суздале[9]
  - Премия «Ника» за лучший анимационный фильм (2008)
- 2008 — «Он и она» — Приз за лучший мультипликат XIII открытого фестиваля анимационного кино в Суздале, 2008.[10]
  - Диплом жюри — за нежное отношение к Гоголю — XVI фестиваль российского кино «Окно в Европу» в Выборге[11].
  - Диплом «Лучший визуальный ряд» — VI Международный фестиваль анимационных искусств «Мультивидение» в Санкт-Петербурге[12].
- 2009 — «Непечальная история» — Приз мэтров имени Александра Татарского присуждён Владимиру Голованову и Марии Муат за непредсказуемый скачок в другое пространство в фильме «Непечальная история». 15 ОРФАК в Суздале[13].
- 2011 — «Сказка про Ёлочку» — Приз за лучший мультипликат. Решение жюри XVII ОРФАК в Суздале[14].
- 2012 — Благодарность Министерства культуры Российской Федерации — за большой вклад в российскую анимацию, многолетнюю плодотворную работу и в связи со 100-летием мультипликационного кино[15].
- 2014 — Заслуженная артистка Российской Федерации — за большие заслуги в развитии отечественной культуры и искусства, телерадиовещания, печати, связи и многолетнюю плодотворную деятельность[16].